# 西野屯田通
西野屯田通（にしのとんでんどおり）は、北海道札幌市西区と同市北区を結ぶ札幌圏都市計画道路である。

## 概要
- 起点：札幌市西区西野6条3丁目（手稲左股通交点）
- 終点：札幌市北区屯田6条10丁目（東15丁目屯田通交点）
- 延長：9.1km

- 西区西野2条10丁目から西区宮の沢2条1丁目の間が北海道道82号西野真駒内清田線の一部に指定されている。

## 地理
- 起点から北西に向かい、西野6条9丁目で右折する。その後は終点まで北東へほぼ一直線に伸びる路線である。

## 歴史
- 起点から西野6条9丁目までの区間は、明治中期の西野地区の開墾によって開削された「学田通（学田3号通）」が基になっている。
- 北区新琴似、屯田地区の区画は、明治20年～22年に入植した屯田兵村時代の区画が基となっており、この通りも新琴似屯田の第四横線、篠路屯田（現在の屯田地区）の第三横線として開削された道路が基になっている。

## 主な接続道路
- 手稲左股通
- 西野通
- 主要市道9902号南19条宮の沢線（北1条宮の沢通）
- 北海道道82号西野真駒内清田線（合流、山の手通）
- 北海道道124号宮の沢北一条線（北5条手稲通、旧国道5号）
- 二十四軒手稲通
- 国道5号（札幌新道）
- 桑園発寒通
- 北海道道452号下手稲札幌線（下手稲通）
- 北海道道125号前田新川線（新川通）
- 新琴似2条通
- 北海道道865号樽川篠路線（西5丁目樽川通）
- 新琴似6番通
- ポプラ通
- 屯田2番通
- 東15丁目屯田通